# Kościół Chrystusa Dobrego Pasterza w Tarnobrzegu
Kościół Chrystusa Dobrego Pasterza w Tarnobrzegu – rzymskokatolicki kościół parafialny należący do parafii pod tym samym wezwaniem. Należy do dekanatu Tarnobrzeg diecezji sandomierskiej. Znajduje się w tarnobrzeskiej dzielnicy Mokrzyszów.
Świątynia została wzniesiona w latach 1985–1990 na podstawie projektu architektów inż. Adama Abrama i inż. Zbigniewa Żuchowicza. Prace budowlane nadzorował ks. Antoni Sanecki. 26 października 1991 roku abp Ignacy Tokarczuk dokonał poświęcenia kościoła. 
Kościół to współczesna budowla reprezentująca styl modernistyczny. Elementami charakteryzującymi ten styl są kurtynowe, skośne ściany, będące przestrzeniami dla prostokątnych okien, niesymetryczny fronton z oknem rozdzielonym betonowym krzyżem, rozetką po lewej stronie i masywną, wysoką wieżą-dzwonnicą po prawej stronie. Wieża ozdobiona jest kolumnami powtarzających się okienek, a zwieńcza ją betonowa, jednospadowa, trapezowa arkada z krzyżem na rogu. Prezbiterium świątyni jest wzniesione ponad namiot dachu w formie monogramu Maryi i tworzyło wcześniej w ten sposób dwa trójkątne świetliki. Dekorację wnętrza cechuje styl tradycyjny. W prezbiterium są umieszczone figuralne wyobrażenia Chrystusa Dobrego Pasterza, zstępującego z góry, a także podobne sceny z ewangelii.